# 聖徒の永遠堅持
聖徒の永遠堅持（せいとのえいえんけんじ、Perseverance of the saints）、とは神に選ばれ、召された選民の救いが永遠に失われずに、一時的に信仰が後退し、弱められても、回復の恵みを与えられるという教理であり、ドルト信仰基準が明らかにしたカルヴァン主義の5特質（TULIP）の一つである。聖徒の堅忍、聖徒の最終的堅持、究極救済の恩恵とも言われる。
根拠とされる聖句は、ヨハネによる福音書10:28-29、ローマの信徒への手紙11:29、ピリピ人への手紙1:16、テモテへの手紙二1:12である。
聖徒の永遠堅持は旧新約聖書の全体に啓示され、宗教改革で明らかにされた教理であり、カベナンター（契約神学信者?）やピューリタン（予定説によって強固に教会改革を唱える?）が殉教していったことがこれによって説明できると言われる。
真のキリスト者であるが、一時的に信仰から後退していた者をあらわす信仰後退者の教理がある。信仰後退者が主に立ち返った例として、ヒュー・レッドウッド著『貧民窟における神』、パーシィ・ラッシュ著『炎の中からの燃えさし』などがあげられる。
改革派神学では、外見的にクリスチャンのように見え、地上の教会に所属したことがありながら堕落した者は、最初から一般恩寵しか受けておらず、救済的な特別恩寵を受けていなかったとされる。
ヘブル人への手紙6:4-5、ヘブル人への手紙10:26,29、ペトロの手紙二2:20-22の聖句から、アルミニウス主義では一度救われた者も脱落する可能性があると考える。しかし、改革派でこの聖句は、非救済的恩寵で最高のものとみなされている。「一度光を受けて天からの賜物の味を知り」ながら、脱落してしまった者は、救いに選ばれておらず、新生していなかったと考えられる。外見上は一時的にクリスチャンのように見えたが、実際は新生していなかった人のことをピューリタンは「一時的信者」、「偽信仰告白者」と呼んだ。